# Acrotocepheus philippinensis
Acrotocepheus philippinensis är en kvalsterart som först beskrevs av Aoki 1965.  Acrotocepheus philippinensis ingår i släktet Acrotocepheus och familjen Otocepheidae. Inga underarter finns listade i Catalogue of Life.